# LiraTV
LIRATV è un'emittente locale italiana, fondata a Salerno nel 1981 da Raffaele Budetti con il nome attuale LIRATV. Oggi è diretta da Girolamo Budetti.

## Palinsesto
Il telegiornale va in onda alle 13:55, alle 19:55, alle 22:25 e alle 23:55 alle 2.55 e alle 6.25.
L'informazione parte la mattina alle 6:55 con Buongiorno LI.RA., un contenitore di approfondimento con la lettura quotidiana dei principali giornali, informazioni su viabilità, meteo e il quotidiano intervento di tutte le forze dell'ordine che in diretta danno informazioni sugli ordinari controlli della notte appena trascorsa.
Il sito dell'emittente propone, inoltre, la visione in streaming dei suoi programmi. Ogni mercoledì trasmissione di approfondimento monotematica sull'argomento di maggiore attualità dal titolo Salerno Parla. Allo sport sono dedicati alcuni dei programmi più seguiti dai telespettatori, come Salerno nel Pallone, Andiamo allo stadio, Goal su Goal e Linea ai Tifosi. L'emittente segue altri eventi importanti della provincia come il Giffoni Film Festival, il festival del cinema dedicato ai ragazzi. Inoltre ogni 31 dicembre viene trasmesso in diretta il concerto di grandi artisti nazionali che si tiene a Salerno davanti a migliaia di persone e da 31 anni trasmette in diretta il campionato mondiale di tuffi dalle grandi altezze dalla spettacolare location di Furore. La rete ha inserito nel suo palinsesto la versione LIS, la lingua dei segni italiana, del proprio telegiornale e di alcune delle trasmissioni più importanti di approfondimento. L'emittente salernitana produceva inoltre il primo notiziario in lingua araba dell'intera regione, Aljalira. Dal 3 febbraio 2016 LIRATV trasmette in 16:9. Dal 22 giugno 2019 non trasmette più su YouTube.

## Programmi
- Andiamo allo stadio: in diretta dall'esterno degli stadi 90' prima della partita della Salernitana
- Buongiorno LI.RA.: rassegna stampa dei quotidiani e collegamenti con le centrali delle forze dell'ordine
- Goal su Goal: rubrica di approfondimento sulla Salernitana
- Linea ai tifosi: rubrica in diretta dedicata ai tifosi per commentare le partite della Salernitana nel post partita
- Campania Regione Europea: intervista settimanale al Presidente della Regione Campania Vincenzo De Luca, precedentemente nota Salerno Città Europea, quando allora De Luca ricopriva la carica di Sindaco di Salerno.
- Salerno parla: settimanale di attualità
- Fabula: nasce per avvicinare i ragazzi alla scrittura, stimolandone la creatività e promuovendo valori sani, premiando le eccellenze del nostro Paese
- Giffoni Film Festival: rassegna del cinema per i ragazzi
- Aljalira: settimanale di informazione in lingua araba
- Salerno nel pallone: settimanale sportivo
- La Campania verso l'Europa: intervista settimanale con l'on. Giuseppe Gargani
- 6 edizioni del telegiornale di cui 4 TG LIS
- Zampe zampine zampette: quello che loro non possono dire.